# Nécessaire da viaggio
Per nécessaire da viaggio (dal francese  nécessaire de voyage) s'intende un cofanetto in legno - a volte rivestito di pelle - o un astuccio suddiviso in vari scompartimenti e dotato di cassettini, appositamente studiati per contenere quanto è necessario per la toletta, nel corso di un viaggio.

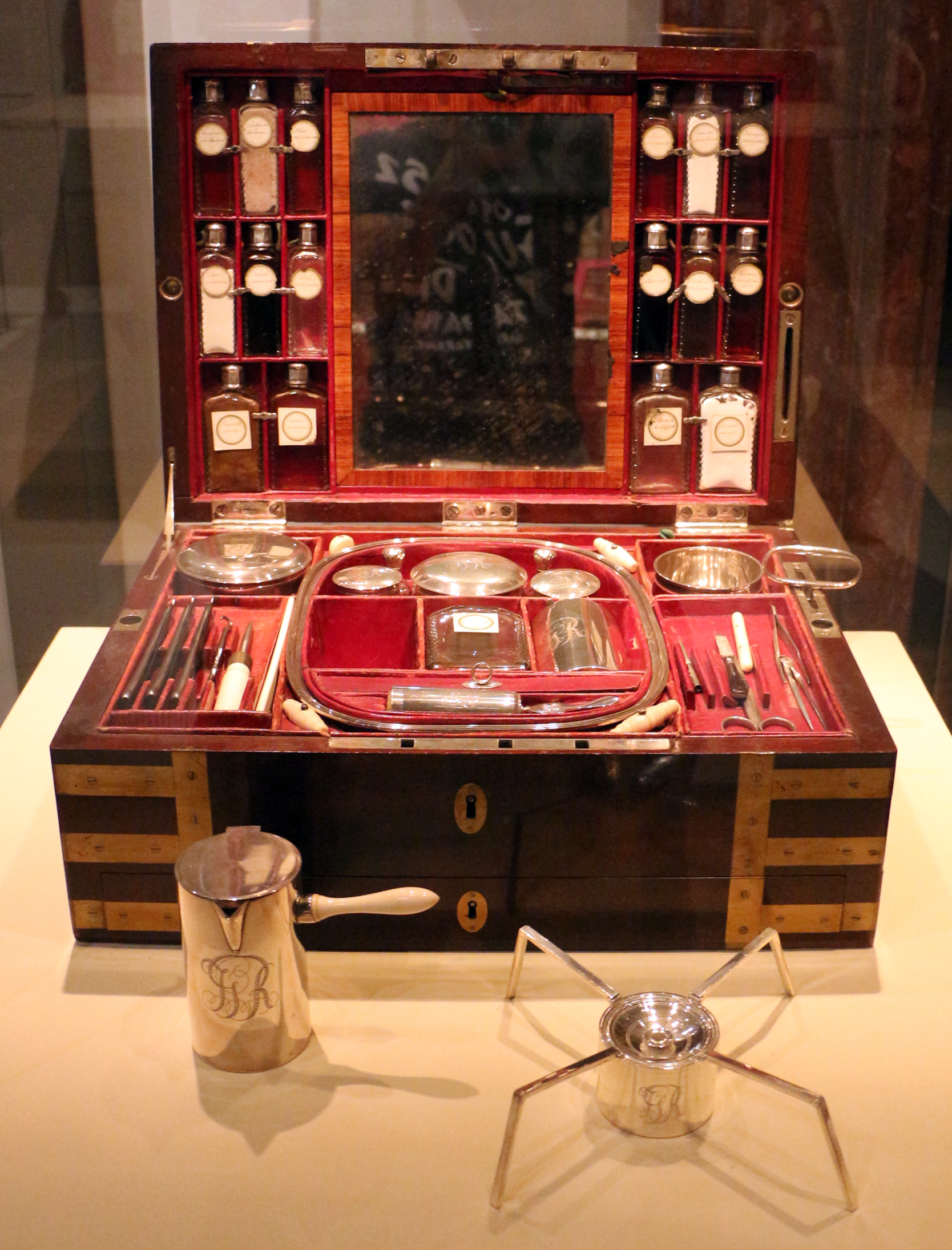
Londra, Nécessaire da viaggio, 1788-1790 (Museu Nacional de Arte Antiga - Lisbona)

## Descrizione e storia
Il nécessaire da viaggio era un oggetto di grande raffinatezza e di uso strettamente personale. Ha avuto fortuna nel Settecento e nell'Ottocento, quando i viaggi erano assai disagiati e lunghi. Oggi è ridotto a una busta che si mette in valigia.
Conteneva una dotazione di oggetti diversi, poiché poteva essere destinato alla toletta sia di una donna sia di un uomo. All'interno del coperchio c'era sempre lo specchio, a volte accompagnato da due piccoli candelieri. Nei piccoli scomparti erano alloggiati barattolini con coperchio, contenenti creme, polveri cosmetiche o saponi, bottigliette con tappo (a volte ermetico) per unguenti e per profumi, spazzola per abiti e per capelli, pettini, spazzolino per i denti, forbicine, utensili per la cura delle unghie, puntaspillo, un piccolo imbuto, un calzascarpe, un campanello. A volte vi trovava posto anche un servizio da tavola, completo per una persona (piatti, bicchieri di vetro o cristallo, posate, tazze). I tappi, i coperchi, i manici degli utensili erano in argento (inciso o cesellato, a motivi di fiori o di figure) o in vermeille, oppure decorati con smalti. Si faceva largo uso, per i manici e per i decori, dell'avorio.
I nécessaires inglesi avevano in dotazione anche la tazza di porcellana per il tè e una piccola teiera o caffettiera in argento. Raramente, era aggiunto anche un minuscolo servizio da scrittoio, con penne, inchiostro, carta da lettere, tampone per asciugare, centimetro, ceralacca per sigillare le buste.
I cassetti erano dotati di chiavi, gli angoli esterni del nécessaire erano rinforzati da spessori in pelle o in ottone. Si realizzavano all'interno anche spazi segreti, per celare monete e gioielli.

### Nécessaire in musei
A Saint-Gilles, in Occitania, nel Château d'Espeyran, si conserva il nécessaire da viaggio, consistente in un cofanetto di palissandro settecentesco, appartenuto a Frédéric Sabatier d'Espeyran e realizzato da Vedel a Parigi e dall'orafo londinese Sampson Mordan.
Il re Luigi XV di Francia donò alla regina Maria Leszczyńska nel 1729, in occasione della nascita del Delfino di Francia, un nécessaire da viaggio, oggi al Louvre, con cioccolatiera e cucchiaio in argento, con scatoline e vasetti per creme cosmetiche e con campanello, pinza da zucchero, tazze in porcellana giapponese.